# Mosby's Dictionary of Medicine, Nursing & Health Professions
El Mosby's Dictionary of Medicine, Nursing & Health Professions ( Diccionario de Medicina, Enfermería y Profesiones Sanitarias de Mosby ) es un diccionario de temas relacionados con la salud. Su última edición, la octava edición, publicada en 2009, contiene 2240 páginas y 2400 ilustraciones en color. Incluye algunas definiciones enciclopédicas y 12 apéndices. Las versiones anteriores se llaman Mosby's Medical, Nursing & Allied Health Dictionary .
Su undécima y última edición, publicada en 2022, contiene más de 56.000 definiciones autorizadas junto con 2450 ilustraciones en color. También incluye algunas definiciones enciclopédicas y 12 apéndices que contienen información de referencia.

## Edición de bolsillo
Existe también una edición de bolsillo para el gran público, con el título: Mosby's Pocket Dictionary of Medicine, Nursing, & Allied Health.